# Убрятова, Елизавета Ивановна

Президиум II Всесоюзной тюркологической конференции — делегаты (слева направо): академик А. Н. Кононов, профессора Б. Ч. Чарыяров, С. К. Кенесбаев, Ю. Д. Дешериев, Н. А. Баскаков, Г. Х. Ахатов, Е. И. Убрятова.

Елизаве́та Ива́новна Убря́това (27 октября 1907, Омск — 4 марта 1990, Новосибирск) — советский лингвист-тюрколог, специалист в области грамматики и диалектологии якутского языка и тюркских языков (синтаксис, фонетика, графика, морфология, история изучения якутского языка), доктор филологических наук (1953), профессор; заслуженный деятель науки Якутской АССР (1956) и Тувинской АССР (1977).

## Биография
После окончания филологического факультета Иркутского государственного университета (1929) работала в школах Иркутской области и Красноярского края. В 1932 году приступила к изучению долганского диалекта якутского языка. В 1934—1937 годах продолжила учёбу в аспирантуре.

## Научная деятельность
За исследование «Языки норильских долган» ей присуждена учёная степень кандидата филологических наук. Учёную степень доктора наук получила за «Исследование по синтаксису якутского языка. ч. 1. Простое предложение» (1950). Работала старшим научным сотрудником, заведующей сектором тюркских языков Института языкознания АН СССР (1938—1963); в последние годы трудилась в должности старшего научного сотрудника, а затем — заведующей отделом тюркологии Института истории, философии и филологии Сибирского отделения АН СССР.
Убрятова оказывала большую помощь в подготовке исследователей тюркских языков Сибири, в том числе хакасского, а также языков народов Севера.

## Награды
- орден Трудового Красного Знамени
- 2 ордена «Знак Почёта» (в т.ч. 27.03.1954)
- медали